# Ratpenat d'orelles d'embut de Curaçao
El ratpenat d'orelles d'embut de Curaçao (Natalus tumidirostris) és una espècie de ratpenat natàlid que viu al nord de Colòmbia, Veneçuela, Guyana, la Guaiana Francesa, Trinitat i Tobago, Curaçao i Bonaire.

## Subespècies
- Natalus tumidirostris continentis
- Natalus tumidirostris haymani
- Natalus tumidirostris tumidirostris